# Ivanov Péter
Ivanov Péter magyar gyártásvezető, tanár, az MTV korábbi produkciós igazgatója, később az MMKA filmszakmai ellenőre. 2003-ban Életmű-díjat kapott a Magyar Televízió Gyártásvezetői Egyesülete és a Gyártásvezetői Szakszervezettől.

## Életpálya
- 1960-ban az Eötvös József Gimnáziumban érettségizik
- 1968-ig az Állami Budapest Táncegyüttes hivatásos táncosa
- 1974-1978 Színház és Filmművészeti Főiskola Film Főtanszakán okleveles gyártásszervezőként diplomázik
- 1968-1974 Magyar Televízió felvétel-, majd gyártásvezetője
- 1974-1981 Magyar Televízió Sorozat Dramaturgia osztályán gyártásvezető
- 1981-1985 Mafilm Nemzetközi Stúdió gyártásvezető
- 1985-1987 MTV Gyártási Igazgatóság Főosztályvezető-helyettes
- 1987-1990 MTV Gyártási Igazgatóság Főosztályvezető, Igazgató-helyettes
- 1990-1993 Mafilm Európa Kft. Gyártási igazgató
- 1993-1994 MTV Hírigazgatóság Gyártási igazgató
- 1994-1998 MTV Produkciós igazgató Alelnök-helyettes
- 2001-2003 Mafilm Gyártási igazgató
- 2005-2007 Magyar Mozgókép Közalapítvány Filmszakmai ellenőr
- 2003-tól nyugdíjba vonult

Gyártásvezetőként a következő jelentősebb produkciókat készítette:

### MTV Szórakoztató Főszerkesztőség[3]
- 1974	Néhány első szerelmem története	TV-film rendező:	Mamcserov Frigyes
- 1974	Mozgó fényképek	TV-film rendező: Szirtes Tamás
- 1974	Jó reggelt boldogság TV-játék	 rendező:	Gyarmathy Lívia
- 1975	Finis	Tv-film rendező:	Sándor Pál
- 1975	Rokokó háború TV-játék	 rendező:	Sándor János
- 1975	Ilyenek a magyarok I-III. (sorozat)	 rendező:	Róbert László
- 1975	Az a bizonyos homokszem	TV-film rendező:	Horváth Ádám
- 1975	Világok boltja TV-film	 rendező:	Horváth Ádám
- 1975	Szépség háza TV-film	 rendező:	Félix László
- 1976	Csak ülök és mesélek 1-17 (sorozat)	 rendező:	Vitray Tamás

### MTV Dramaturgiai Osztály[3]
- 1977	Küszöbök	6x1 órás sorozat	Tv-film rendező:	Mészáros Gyula
- 1978	Szegény Dániel	2x1 órás sorozat	Tv-film rendező:	Várkonyi Zoltán
- 1978	Ítélet elmarad	4x1 órás sorozat	Tv-film rendező:	Bednai Nándor, Bohák
- 1979	Sándor Mátyás	6x1 órás sorozat	Tv-film rendező:	Jean-Pierre Decourt
- 1979	Névtelen vár	6x1 órás sorozat	Tv-film rendező:	Zsurzs Éva
- 1980	A tenger	6x1 órás sorozat	Tv-film rendező:	Mészáros Gyula

### Mafilm Nemzetközi Stúdió

#### Film[4]
- 1981: Kapitány X, 4x1 órás sorozat, rendező: Bruno Gantillon, operatőr: Illés György
- 1982: Edit és Marcell, francia játékfilm, rendező: Claude Lelouch
- 1982: Az enyéim nevében, francia játékfilm, rendező: Robert Enrico
  - Szereplők: Michael York, Macha Méril
- 1983: Gyermekháború, amerikai játékfilm, rendező: Moshe Mizrahi, operatőr: Adam Greenberg
- 1985: Anna Karenina, amerikai játékfilm, rendező: Simon Langton
  - Szereplők: Jacqueline Bisset, Christopher Reeve, Paul Scofield
- 1988: Miss Arizona, játékfilm, olasz–magyar koprodukció, rendező: Sándor Pál, operatőr: Ragályi Elemér
  - Szereplők: Marcello Mastroianni, Hanna Schygulla, Básti Juli, Udvaros Dorottya, Garas Dezső, Eperjes Károly

## Oktatási tevékenysége
- 2001-2002 Sz T E B M I Tanfolyam vezető Film- és Tv produkciók logisztikai rendje, gyártásszervezési ismeretek
- 2001-2005 Magyar Televízió Oktatási Osztály Tanfolyamvezető
- 2004-2005 OPAKFI – HSC óraadó
- 2005-2006 Gödöllői Szent István Egyetem óraadó
- 2005-2007 OKTÁV Rt. óraadó